# Leksandlåda

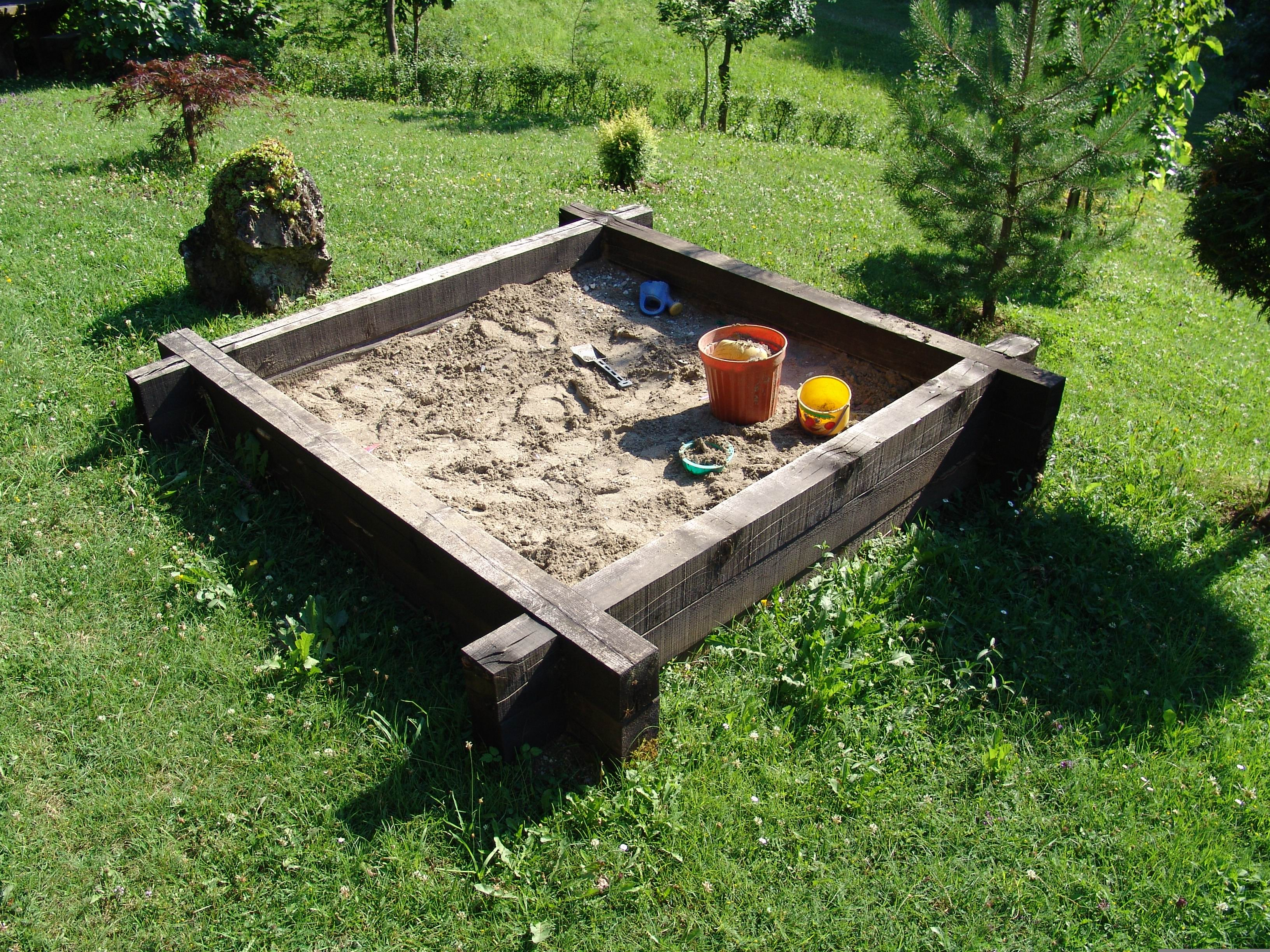
En sandlåda med finkornigt grus.

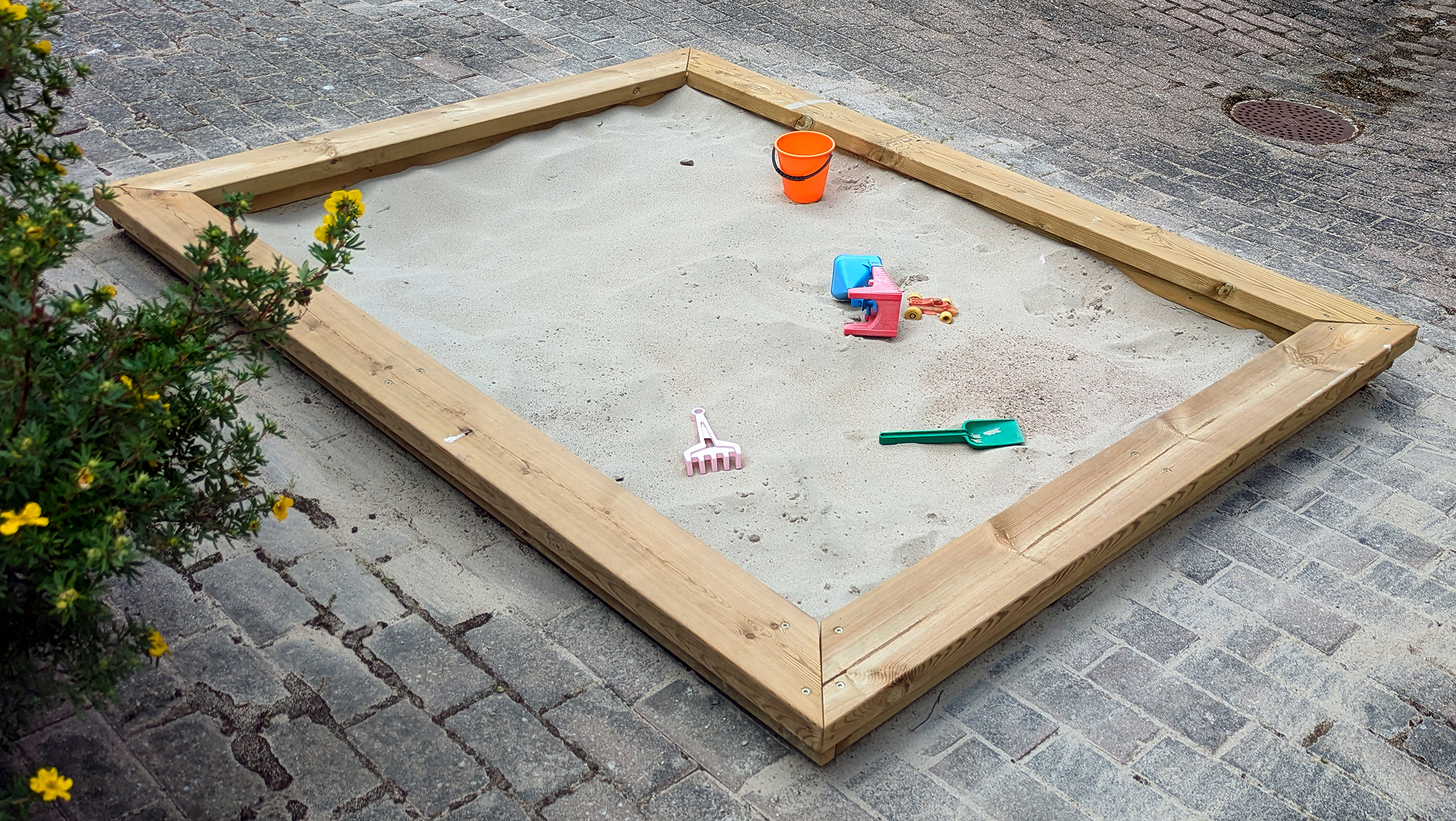
En sandlåda fylld med sjösand som är omöjlig att forma till sandkakor.

Leksandlåda, i vardagligt tal kallad sandlåda, är en låda med sand där barn kan leka. Sandlådan består oftast av en kvadratisk eller rektangulär konstruktion i trä fylld med sand. Särskild botten saknas oftast. Leksandlådor finns mestadels utomhus, oftast på lekplatser och på förskolornas utomhusgårdar. En mindre variant förekommer inom lekterapi. I sandlådan används bakbar sand, som är lätt att forma när den är blöt.
Spade och hink är populära lekverktyg i sandlådan. Särskilt utformade kakformar i hårdplast, avsedda för sandkakor, är också vanliga. Ibland förekommer även handstyrda grävmaskiner som barnen kan sitta på och gräva med i sandlådan. På en del sandlådor där barn leker har man ett nerfällbart lock för att förhindra risken att det i sanden hamnar kattfekalier, som barn kan få i sig och därmed bli sjuka. 